# Jamshedpur Football Club 2025-2026
Questa voce raccoglie le informazioni riguardanti lo Jamshedpur nelle competizioni ufficiali della stagione 2025-2026.

## Organico

### Rosa
| N. |                     | Ruolo | Calciatore       |
| -- | ------------------- | ----- | ---------------- |
| 2  | India (bandiera)    | D     | Nishu Kumar      |
| 3  | India (bandiera)    | D     | Ashutosh Mehta   |
| 5  | India (bandiera)    | D     | Praful Kumar Y V |
| 7  | India (bandiera)    | A     | V.P. Suhair      |
| 8  | Giappone (bandiera) | C     | Rei Tachikawa    |
| 9  | India (bandiera)    | A     | Manvir Singh     |
| 11 | India (bandiera)    | A     | Sanan Mohammed K |
| 13 | India (bandiera)    | A     | Sreekuttan VS    |
| 14 | India (bandiera)    | C     | Pronay Halder    |
| 16 | India (bandiera)    | A     | Jayesh Rane      |
| 20 | India (bandiera)    | C     | Sourav Das       |
| 23 | India (bandiera)    | D     | Sarthak Golui    |
| 24 | India (bandiera)    | D     | Jestin George    |
| 33 | India (bandiera)    | P     | Amrit Gope       |
| 47 | India (bandiera)    | A     | Vincy Barretto   |

| N. |                    | Ruolo | Calciatore         |
| -- | ------------------ | ----- | ------------------ |
| 77 | India (bandiera)   | A     | Nikhil Barla       |
|    | India (bandiera)   | P     | Albino Gomes       |
|    | Serbia (bandiera)  | D     | Lazar Ćirković     |
|    | India (bandiera)   | D     | Pratik Chowdhary   |
|    | Nigeria (bandiera) | D     | Stephen Eze        |
|    | India (bandiera)   | D     | Shubham Sarangi    |
|    | India (bandiera)   | C     | Imran Khan         |
|    | India (bandiera)   | C     | Seiminlen Doungel  |
|    | India (bandiera)   | C     | Mobashir Rahman    |
|    | India (bandiera)   | C     | Ritwik Das         |
|    | India (bandiera)   | C     | Germanpreet Singh  |
|    | India (bandiera)   | A     | Aniket Jadhav      |
|    | India (bandiera)   | A     | Samir Murmu        |
|    | India (bandiera)   | A     | Daniel Lalhlimpuia |

### Staff tecnico
- - Allenatore
- Steven Dias - Vice allenatore

## Calciomercato
| Acquisti | Acquisti           | Acquisti       | Acquisti   |
| R.       | Nome               | da             | Modalità   |
| -------- | ------------------ | -------------- | ---------- |
| P        | Amrit Gope         |                |            |
| P        | Albino Gomes       |                |            |
| D        | Stephen Eze        |                |            |
| D        | Ashutosh Mehta     |                |            |
| D        | Sarthak Golui      | Inter Kashi    | Definitivo |
| D        | Nishu Kumar        | East Bengal    | Definitivo |
| D        | Lazar Ćirković     |                |            |
| D        | Pratik Chowdhary   |                |            |
| D        | Shubham Sarangi    |                |            |
| D        | Praful Kumar Y V   | Chennaiyin     | Definitivo |
| D        | Jestin George      | Delhi          | Definitivo |
| C        | Rei Tachikawa      |                |            |
| C        | Germanpreet Singh  |                | Svincolato |
| C        | Pronay Halder      |                |            |
| C        | Imran Khan         |                |            |
| C        | Seiminlen Doungel  |                |            |
| C        | Mobashir Rahman    |                |            |
| C        | Ritwik Das         |                |            |
| C        | Sourav Das         |                |            |
| A        | Manvir Singh       | Mohammedan     | Definitivo |
| A        | Vincy Barretto     | Chennaiyin     | Definitivo |
| A        | V.P. Suhair        | Gokulam Kerala | Definitivo |
| A        | Jayesh Rane        |                | Svincolato |
| A        | Sanan Mohammed K   |                |            |
| A        | Aniket Jadhav      |                |            |
| A        | Samir Murmu        |                |            |
| A        | Sreekuttan VS      |                |            |
| A        | Nikhil Barla       |                |            |
| A        | Daniel Lalhlimpuia |                | Svincolato |

| Cessioni | Cessioni           | Cessioni        | Cessioni   |
| R.       | Nome               | a               | Modalità   |
| -------- | ------------------ | --------------- | ---------- |
| P        | Vishal Yadav       | Hyderabad       | Definitivo |
| D        | Muhammed Uvais     | Punjab FC       | Definitivo |
| D        | Wungngayam Muirang | Diamond Harbour | Definitivo |
| C        | Javi Hernández     | Alcalá          | Definitivo |
| A        | Jordan Murray      |                 | Svincolato |
| A        | Javier Siverio     | FC Goa          | Definitivo |

### Cambio di allenatore
| Allenatore in uscita | Motivo      | Dal              | Fino al        | Allenatore in entrata | A partire dal  |
| -------------------- | ----------- | ---------------- | -------------- | --------------------- | -------------- |
| Khalid Jamil         | Rescissione | 31 dicembre 2023 | 13 agosto 2025 | Steven Dias (Interim) | 13 agosto 2025 |

## Risultati

### Indian Super League

#### Andamento in campionato
| Giornata  | 1 | 2 | 3 | 4 | 5 | 6 | 7 | 8 | 9 | 10 | 11 | 12 | 13 | 14 | 15 | 16 | 17 | 18 | 19 | 20 | 21 | 22 | 23 | 24 | 25 | 26 |
| --------- | - | - | - | - | - | - | - | - | - | -- | -- | -- | -- | -- | -- | -- | -- | -- | -- | -- | -- | -- | -- | -- | -- | -- |
| Luogo     |   |   |   |   |   |   |   |   |   |    |    |    |    |    |    |    |    |    |    |    |    |    |    |    |    |    |
| Risultato |   |   |   |   |   |   |   |   |   |    |    |    |    |    |    |    |    |    |    |    |    |    |    |    |    |    |
| Posizione |   |   |   |   |   |   |   |   |   |    |    |    |    |    |    |    |    |    |    |    |    |    |    |    |    |    |

Legenda:

Luogo: C = Casa; T = Trasferta. Risultato: V = Vittoria; N = Pareggio; P = Sconfitta.

### Durand Cup
| Arbitro: | Mrityunjay L Amatya |

|                                                    |           |                                           |
| Sarthak Golui 4’ Manvir Singh 31’ Nikhil Barla 71’ | Marcatori | 26’ George Prince Karki 64’ Ananta Tamang |

| Arbitro: | K Ramdasan |

|                      |           |  |
| Sanan Mohammed K 52’ | Marcatori |  |

| Arbitro: | K Ramdasan |

|                                        |           |  |
| Siju S 29’ (A.g.) Praful Kumar Y V 46’ | Marcatori |  |

#### Andamento in campionato
| Giornata  | 1 | 2 | 3 |  |
| --------- | - | - | - |  |
| Luogo     | C | C | C |  |
| Risultato | V | V | V |  |
| Posizione | 2 | 1 | 1 |  |

Legenda:

Luogo: C = Casa; T = Trasferta. Risultato: V = Vittoria; N = Pareggio; P = Sconfitta.

### Quarti di finale
| Arbitro: | Lakshay |

|  |           |                      |
|  | Marcatori | 3’, 40’ Sairuat Kima |